# Basilika Nuestra Señora del Socorro

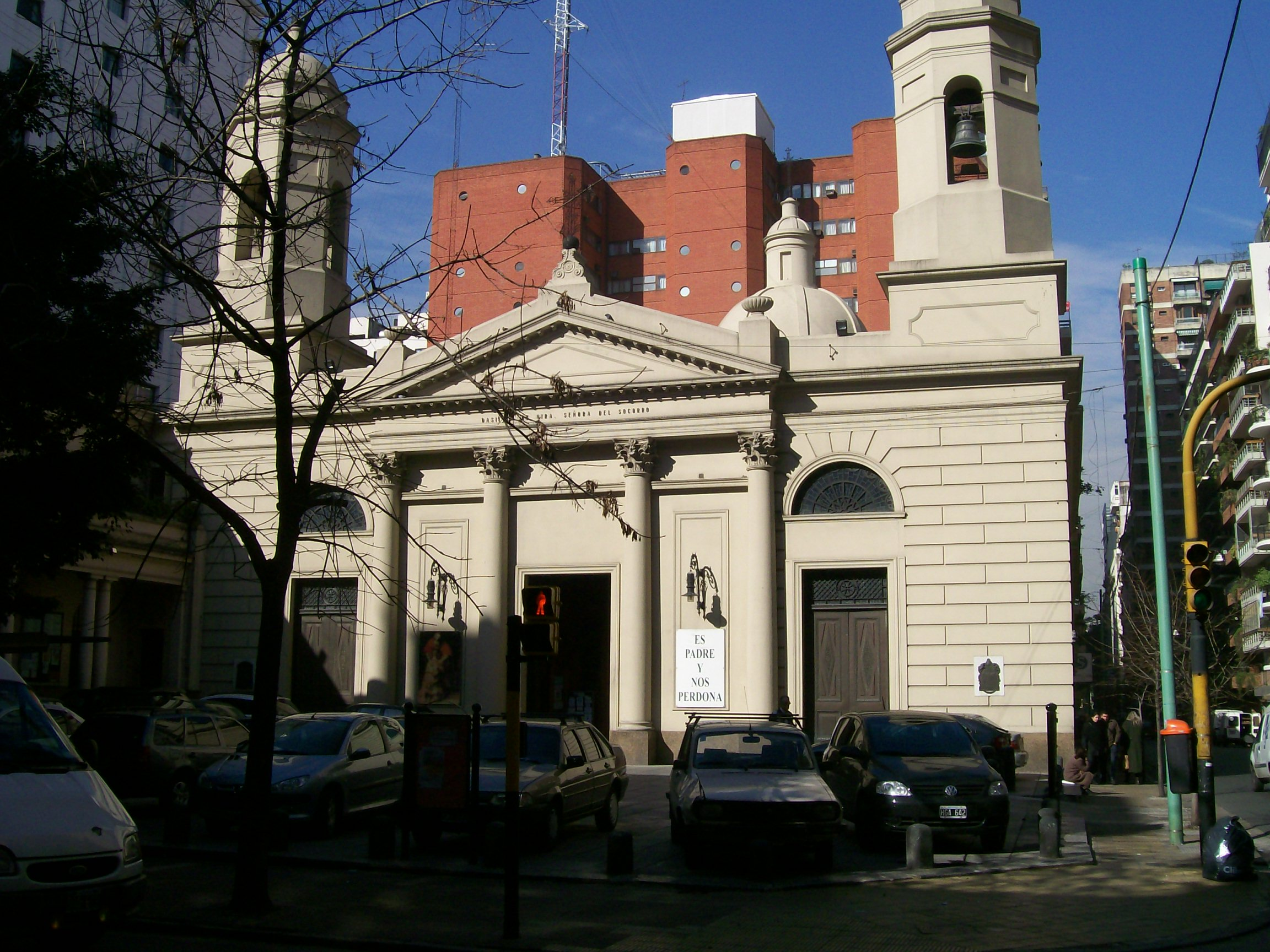
Basilika Nuestra Señora del Socorro

Die Basilika Nuestra Señora del Socorro (deutsch Basilika Unserer Lieben Frau der Hilfe) ist eine römisch-katholische Kirche im Stadtteil Retiro von Buenos Aires, Argentinien. Die Kirche des Erzbistums Buenos Aires mit dem Patrozinium Maria, Hilfe der Christen trägt den Titel einer Basilica minor. Die Kirche wurde im 18. Jahrhundert im Stil des Klassizismus erbaut.

## Geschichte

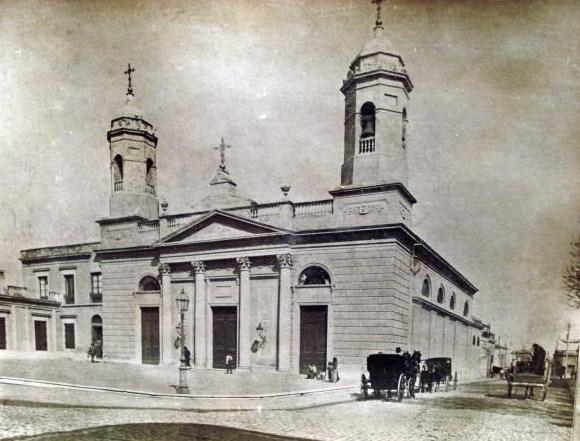
Ansicht der Kirche um 1880

Im Jahre 1750 stiftete Alejandro del Valle das noch außerhalb der Stadtmauern gelegene Grundstück für die Kirche unter der Bedingung, dass es Unserer Lieben Frau der Hilfe gewidmet würde, die von ihm innig verehrt wurde. Mit der zunehmenden Bevölkerung wurde Soccoro 1769 zur Vize-Pfarrei der Kathedrale erklärt, im Jahre 1783 dann endgültig abgepfarrt. Die Kirchweihe erfolgte erst 1896. Papst Pius IX. erhob die Kirche 1898 als erste Argentiniens in den Rang einer Basilica minor.

## Architektur
Die Kirche wurde als dreischiffige Hallenkirche gebaut. Vor der Fassade mit zwei außenstehenden Türmen steht ein Portikus, dessen dreieckiger Giebel von vier Säulen getragen wird. Die Tonnengewölbe der Kirchenschiffe ruhen auf massiven quadratischen Säulen. Das breitere Mittelschiff des kreuzförmig angedeuteten Grundrisses führt hinter der Vierungskuppel zum Chorraum, die Querschiffe ragen nur wenig über die Seitenschiffe hinaus. Die Gewölbe der Kuppel und der Kirchenschiffe sind umfangreich ausgemalt.

## Ausstattung
Die Kirche ist mit einer großen Anzahl reichdekorierter Altäre ausgestattet. Der Hauptaltar ist im Neobarock gehalten. Die Statue Unserer Lieben Frau der Hilfe wird von St. Josef und St. Rochus flankiert. Der geschnitzte Holzaltar wurde Ende des 19. Jahrhunderts in Buenos Aires mit Polychromie, Vergoldung und das Sgraffito gestaltet. Der Chor ist an der rechten Wand mit einer Himmelfahrt des Herrn in Marmor und Mosaik gestaltet und dem Kreuz der Evangelisierung auf der linken Seite.
Ein Kruzifix wurde im 18. Jahrhundert zuerst in einer Hausnische der Familie Rivero von vielen verehrt und soll Wunder bewirkt haben, bevor dort eine Kapelle errichtet wurde. Das Bildnis wurde unter dem Namen Herr der Wunder bekannt und 1803 mit einer Prozession in die Kirche überführt und in einer Nische nahe dem Hauptaltar aufgestellt. 1871 wurde es zum Retabel des neu geschaffenen Altares der Kapelle Señor de los Milagros. Das Bildnis wurde 1903 nach Genehmigung durch Papst Leo XIII. in der Kathedrale kanonisch gekrönt. 1943 wurde die Kapelle neu ausgestaltet und mit einem neuen Altar ausgestattet.
Im Jahr 1958 wurde über dem Eingang die neue Orgel des Herstellers Steinmeyer mit 28 Registern installiert.
Zu Beginn der 1990er Jahre wurde La Piedad, eine von der Familie von Pater Ernesto Mai gestiftete Skulpturengruppe im Atrium aufgestellt und am 14. September 1992 vom Erzbischof von Buenos Aires, Kardinal Antonio Quarracino, gesegnet.